# Otus magicus
Mocho-d'orelhas-das-molucas ou mocho-de-orelhas-das-molucas (Otus magicus) é uma espécie de ave estrigiforme pertencente à família Strigidae.